# Radyżewo
Radyżewo (ukr. Радижеве, Radyżewe) – wieś na Ukrainie, w obwodzie rówieńskim, w rejonie waraskim, w hromadzie Włodzimierzec, nad Stubłą i Bezimenką. W 2001 roku liczyła 357 mieszkańców.